# Nils Holgerssongymnasiet
Nils Holgerssongymnasiet (tidigare Skurups Lantbruksskola) är en gymnasieskola i Skurups kommun. Skolan ligger i östkanten av Skurup, cirka två kilometer från centrum.

## Utbildning
Skolan bedriver utbildning inom lantbruk och angränsande yrkesområden. Kursutbudet består Fordonsprogrammet, Naturbruksprogrammet och Jordbruk. 

## Historia
Skurups Lantbruksskola grundades den 2 november 1908 och var från början en ekonomisk förening. Skolan köptes upp av Skurups kommun som då blev ägare av lokaler och mark från 1999, samma år som skolans verksamhet började drivas av Sydskånska gymnasieförbundet. 2008 blev Skurups kommun ensam huvudman för Nils Holgerssongymnasiet.
Skurups Lantbruksskola ändrade namn till Nils Holgerssongymnasiet i januari 2004. Detta beror på att skolan inte längre erbjöd endast lantbruksutbildning. 